# 唐代宗
唐代宗李豫（726年11月11日—779年6月10日），是唐肃宗李亨的庶長子。初名俶，小名冬郎，原封广平郡王，後改封廣平王、楚王、成王，天可汗，唐朝第11任皇帝（不计武则天），在位17年（762年5月18日－779年6月10日）。

## 生平

### 出生日期
据《旧唐书》，代宗以开元十四年十二月十三日（727年1月9日）生于東都洛阳上阳宫。据《册府元龟》，代宗以开元十四年十月十三日（726年11月11日）生于东都上阳宫，且多年之中的十月份都有庆祝活动（上寿）。似以十月生日更可信。唐代宗十月十三日天兴节，见令狐绹文集。

### 早年
开元十四年十月十三日（726年11月11日）生于东都洛阳上阳宫，初名李俶。当时，父亲唐肃宗李亨为藩王，母亲吴氏是他的妾室。开元二十六年（738年），父亲李亨被立为太子。数年后，十五岁的李俶封广平郡王。天宝元年（742年），长子李适出生。天宝五载（746年），娶崔氏为妃。
天宝十五年（756年），安禄山叛军攻占潼关，祖父玄宗逃至马嵬驿，当地民众揽留肃宗。于是李俶护送肃宗北上灵武即帝位。安史之乱中，以兵马元帅名义收复洛阳、长安两京。乾元元年（758年）三月改封成王，四月被立為皇太子。

### 登基
宝应元年（762年），宦官李辅国杀张皇后，肃宗受惊吓而死，李俶于肃宗灵柩前依其遗诏即位，改名豫。
次年，安史之亂结束，大唐开始走向衰落。当时，东部有诸多藩镇割据，北方又有邻国回鶻不断勒索，西面有邻国吐蕃侵扰。吐蕃甚至在廣德元年（763年）佔領首都長安十五日，立李承宏為帝，河西走廊亦被吐蕃佔領。
代宗篤信佛教，“有寇至则令僧讲《仁王经》以禳之，寇去则厚加赏赐”，宰相元载、王缙、杜鸿渐三人都信佛，以王缙尤甚。寺院多占有田地，“造金閣寺於五台山，鑄銅塗金為瓦，所費巨億”，但朝廷政治经济进一步恶化。

### 逝世
大历十四年（779年）五月初二，宫中传出代宗生病的消息，結果一病不起，不到十天就无法上朝。五月辛酉（6月10日），下达了令皇太子監國的制书，当晚即在紫宸殿驾崩，享年五十三歲。死後葬于元陵（今陕西省富平县西北三十里的檀山），谥号睿文孝武皇帝，廟號代宗。太子李适繼位，是為唐德宗。

## 家庭

### 后妃

#### 皇后
代宗在朝没有册立皇后，以下皇后头衔是由代宗追谥或后代皇帝所尊封。
- 贞懿皇后独孤氏（？－775），父左威卫录事参军独孤颖。因姿色姝艳入侍，获得李豫的专宠，爱遇第一。大历三年（768年）册封贵妃。生韩王李迥、华阳公主。代宗追谥贞懿皇后。
- 睿真皇后沈氏，父秘书监沈易直。开元末以良家子身份选入太子李亨（即唐肃宗）东宫，赐予太子长男广平王李俶。生长子唐德宗李适。安史之乱未能跟从出逃，落于安禄山之手，囚于东都洛阳掖庭。至德二年（757年），李俶收复东都，两人见面后，沈氏仍留于洛阳。不久，史思明攻陷洛阳。再度收复东都时，沈氏已经失踪。代宗即位后派人四处求访沈妃，德宗即位后遥尊母亲为皇太后，皆求访不得。806年，沈氏曾孙宪宗即位，为曾太皇太后举哀，以袆衣一副作为衣冠冢，合葬元陵。十一月，册谥睿真皇后。

正妃
- 广平郡王妃崔氏，父秘书少监崔峋，母韩国夫人杨氏，姨唐玄宗杨贵妃。天宝五年（746年），册广平郡王妃，为代宗元配嫡妻。生郑王李邈、召王李偲。至德二年（757年），广平王收复西京，而崔氏则在回京后逝世，未获封皇后或追赠皇后。

妃嫔
- 崔贵妃，生升平公主。不知是否为代宗嫡妻广平郡王妃崔氏。
- 妃宇文氏[3]，司农丞独孤桢夫人宇文氏之妹。
- 妃宇文氏[3]，司农丞独孤桢夫人宇文氏之妹。
- 恭王太妃某氏，恭王李通母，史书无载，元稹为她所作挽歌二首[4]。
- 端王太妃某氏，端王李遇母，贞元十一年八月唐德宗因端王太妃薨逝而废朝。[5]
- 昭仪张红红，原为街头卖唱女，将军韦青纳为姬妾。代宗召入宜春院，称记曲娘子，拜为才人。感恩念旧，不忘韦青恩德。追赠昭仪。史书无载，见于《乐府杂录·序·歌（页面存档备份，存于）》
- 王才人（763－816），以良家选入宫，册封才人。因年幼，十三岁的王氏被唐代宗赐给十四岁的皇孙李诵（即唐顺宗），类似王政君故事。生唐宪宗李纯。为孺人、良娣、太上皇后、皇太后。谥莊憲皇后。

### 子女

#### 子
有二十一个儿子，其中睿真皇后生德宗，崔妃生李邈，貞懿皇后生李迥，其他十八皇子的生母資料已失。
1. 奉節郡王→魯王→雍王→唐德宗李（母睿真皇后）
2. 鄭王→昭靖太子李邈（母崔妃）
3. 召王李偲，赠太傅
4. 均王李遐
5. 睦王李述
6. 丹王李逾
7. 恩王李連
8. 韓王李迥（母貞懿皇后）
9. 鄜王→簡王李遘
10. 益王李迺
11. 隋王李迅
12. 荊王李選
13. 蜀王李傀（被唐肃宗养为子）→李遂→李遡
14. 忻王李造
15. 韶王李暹
16. 嘉王李運
17. 端王李遇
18. 循王李遹
19. 恭王李通
20. 原王李逵
21. 雅王李逸

粗體字為追贈

#### 女
《新唐书》记载唐代宗共有十八位女儿，另有两女乐安公主和永乐公主漏记：
1. 灵仙公主（夭折）
2. 真定公主（夭折）
3. 永清公主（下嫁裴仿）
4. 齐国昭懿公主（母崔贵妃，先封为昇平公主，下嫁郭曖）
5. 华阳公主（第五公主[7]，母贞懿皇后，大历七年出家做道士，号琼华真人）
6. 玉清公主（夭折）
7. 嘉丰公主（下嫁高怡，薨于建中年间）
8. 长林公主（下嫁沈明，薨于元和年间）
9. 太和公主（夭折）
10. 趙國莊懿公主（先封为武清公主，又封为嘉诚公主，下嫁田绪，薨于元和年间）
11. 玉虚公主（第六公主[7]，夭折）
12. 普宁公主（下嫁吴士广）
13. 晋阳公主（下嫁裴液，薨于大和年间）
14. 义清公主（下嫁柳杲）
15. 寿昌公主（下嫁窦克良，薨于贞元年间）
16. 新都公主（下嫁田华）
17. 西平公主（夭折）
18. 章宁公主（夭折）
19. 乐安公主（下嫁张怙）
20. 永乐公主（下嫁田华）

## 影視形象
《紫釵奇緣》(现引在唐德宗维基百科，但是在唐代宗年间的故事)
1964年，粵劇《金枝玉叶》，冯琳飾
1987年，電視剧《珍珠傳奇》，姜厚任飾
1993年，電視剧《唐明皇》，车悦飾
1993年，電視剧《武林奇缘》，周绍栋飾
1997年，電視剧《醉打金枝》，關菁飾
2004年，電影《大唐代宗》，赵阳飾
2006年，電視剧《新醉打金枝》，洪剑涛飾
2017年，電視剧《大唐荣耀》《大唐榮耀Ⅱ》，任嘉倫飾。